# منشأة القاضي
قرية منشية القاضي هي إحدى القرى التابعة لمركز فاقوس في محافظة الشرقية في جمهورية مصر العربية. حسب إحصاءات سنة 2006، بلغ إجمالي السكان في منشية القاضي 8272 نسمة، منهم 4207 رجل و4065 امرأة.